# Reußenköge
Reußenköge è una città di 323 abitanti dello Schleswig-Holstein, in Germania.

Appartiene al circondario (Kreis) della Frisia Settentrionale (targa NF).